# Pierre-Joseph Kergariou de Roscouet
Le marquis Pierre-Joseph Kergariou de Roscouet, né le 12 juin 1736, est un officier de marine français. Il prend part au débarquement des émigrés à Quiberon en juin 1795 et est fusillé le 16 juillet suivant.

## Biographie
Pierre-Joseph Kergariou de Roscouet naît, au château de Coatilliau à Ploubezre, le 12 juin 1736 de Joseph de Kergariou (1700 - 1784) et de Marguerite de Fages (décédée en 1744).
Il devient garde-marine le 4 juillet 1754.
Le 20 novembre 1759, enseigne, Kergariou de Roscouet commande le Prince Noir — corvette portant 6 canons — durant la bataille des Cardinaux.
Durant ce combat naval, son frère Thibaut-René de Kergariou-Locmaria (1739 - 1795) est embarqué sur l’Orient.
Kergariou de Roscouet, déjà lieutenant de vaisseau depuis le 18 août 1767, devient capitaine de vaisseau en mars 1779.
Il est fait chevalier de Saint-Louis le 8 juillet 1774 et chevalier de Cincinnatus en 1789. Entretemps, il a été promu capitaine de la compagnie des gardes du pavillon, le 7 décembre 1783 et chef de division, le 16 décembre 1786.
Les deux frères sont fusillés pour leur participation à expédition des immigrés à Quiberon en juillet 1795,.
Un troisième frère, Raymond-Marie Kergariou de Coatlès, s’est également engagé dans la Marine royale. Il devient lieutenant de vaisseau en octobre 1773. Capitaine de la Belle Poule, il  meurt à son bord le 15 juillet 1780 au large de l’île d’Yeu, durant le combat contre le HMS Nonsuch qui conduit à la capture du bateau français.